# De Tuinen van Appeltern

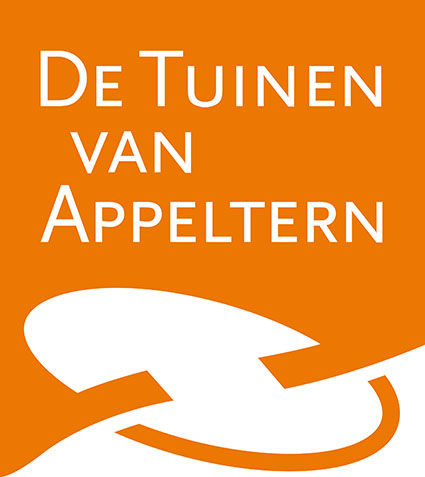
Logo

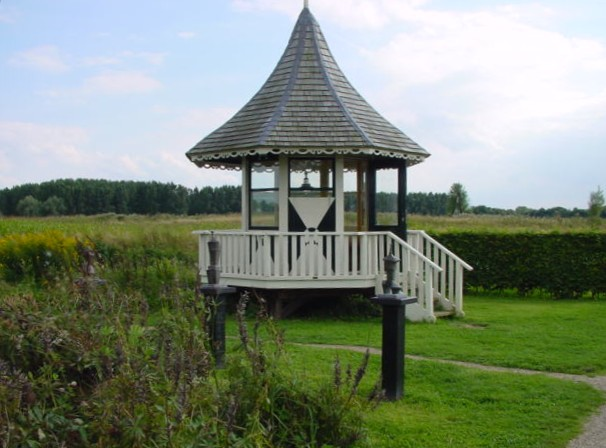
Prieel in de tuinen van Appeltern

De Tuinen van Appeltern (Appelternské zahrady) je zahradní komplex v nizozemské provincii Gelderland nedaleko měst Nijmegen a Tiel. Tvoří je 22 hektarů s 200 zahradami z části navržených iniciátorem a zahradníkem Benem van Ooijen a částečně navržených dalšími zahradními architekty a autory zahradnických publikací.  Zahrady slouží také jako prodejní výstava zahradnických doplňků a rostlin.

## Historie
Původně půlhektarové zahrady byly založeny v roce 1988 jako součást sousedního hotelu provozovaného Benem van Ooijen. Brzy je však kromě hotelových hostů začala navštěvovat i veřejnost a po několika letech byl jejich provoz od hotelu oddělen a spravuje je společnost Informatietuinen Appeltern B.V. Od roku 2001 jsou známé pod názvem De Tuinen van Appeltern. Od roku 2000 se v zahradách nachází prodejní výstava terénních a zahradnických úprav pořádaná ve spolupráci s dalšími významnými ukázkovými zahradami jako Hortus Haren, Kasteeltuinen Arcen, Jan Boomkamp Gardens, Botanische Vijvertuinen Ada Hofman en de Rhulenhof Tuinen.

## Informace
Zahrady v Appeltern se nachází ve venkovské oblasti mezi řekami Maas a Waal, na východ od vesnice Tuut a nedaleko od Tielu, Nijmegenu a Oss. Komplex se nachází na severní straně Nieuwe Wetering, ale v roce 2013 bylo výstaviště rozšířeno i na jižní břeh.  V průběhu roku je ve dvou stech modelových zahradách pěstováno 2000 různých rostlin. U různých prvků, jako jsou doplňky, dlažby a omítky, jsou uvedeny informace o produktu a prodejci, takže zahrada slouží také jako katalog a výkladní skříň pro dodavatele. 